# جان نوریس
جان نوریس (انگلیسی: John Norris؛ ۱۶۷۱ – ۱۳ ژوئن ۱۷۴۹) فرد نظامی اهل بریتانیا بود.
او افسر نیروی دریایی سلطنتی و سیاستمدار ویگ بود. پس از خدمت به عنوان افسر جزء در طول جنگ نه ساله و جنگ ویلیامیت در ایرلند، فرماندهی یک اسکادران به آمریکای شمالی فرستاده شد تا از شهرک‌های بریتانیایی در سواحل خلیج هادسون در سال ۱۶۹۷ محافظت کند. اگرچه او طرحی برای بازپس‌گیری برخی از سرزمین‌های نیوفاندلند و لابرادور که توسط نیروهای فرانسوی در زمستان قبل تصرف شده بود، تدوین کرد، اما وقتی شورای محلی نظر او را رد کرد، از اجرای آن طرح بازماند.
نوریس در مراحل اولیه جنگ جانشینی اسپانیا، تحت فرماندهی دریاسالار سر جورج روک در نبرد کادیس خدمت کرد. او در اوت ۱۷۰۴ فرماندهی طلایه‌داران را در نبرد مالاگا بر عهده گرفت و سپس در اکتبر ۱۷۰۵ در تصرف بارسلونا تحت فرماندهی ادمیرال ارل پیتربورو خدمت کرد.
نوریس به عنوان افسر پرچم، با ناوگانی به دریای بالتیک اعزام شد تا از ائتلافی از نیروهای دریایی روسیه، دانمارک و هانوفر در جنگ بزرگ شمالی حمایت کند.  تزار پیتر فرماندهی ناوگان ائتلاف را شخصاً بر عهده گرفت و در سال ۱۷۱۶ نوریس را به عنوان معاون خود منصوب کرد: آنها با هم از کشتی‌های تجاری بریتانیا و دیگر متحدان در برابر حمله کشتی‌های جنگی امپراتوری سوئد محافظت کردند. در نوامبر ۱۷۱۸، پس از مرگ چارلز دوازدهم سوئد، بریتانیا تغییر موضع داد و نوریس برای محافظت از کشتی‌های تجاری بریتانیا در برابر حمله مهاجمان روسی به منطقه بازگشت. نوریس همچنین به عنوان کمیسر در مذاکراتی که منجر به پیمان نیستاد شد و جنگ را در سپتامبر ۱۷۲۱ پایان داد، فعالیت کرد.
نوریس در آغاز جنگ گوش جنکینز در سال ۱۷۳۹ فرمانده ناوگان کانال مانش شد. در سال ۱۷۴۴ از او خواسته شد تا از بریتانیا در برابر تهاجم قریب‌الوقوع فرانسه دفاع کند: او در حال آماده شدن برای نبرد با ناوگان فرانسه بود که طوفان‌ها مداخله کردند و ناوگان‌های مهاجم را پراکنده کردند و تلفات سنگینی را به بار آوردند و در نتیجه تهدید فوری تهاجم پایان یافت.